# S.O.S. jungla!
S.O.S. jungla! (Miraculous Journey) è un film del 1948 diretto da Sam Newfield.
È un film d'avventura statunitense con Rory Calhoun, Audrey Long e Virginia Grey. È ambientato nella giungla africana dove un gruppo di dispersi a seguito di un incidente aereo tenta di sopravvivere.

## Produzione
Il film, diretto da Sam Newfield su una sceneggiatura e un soggetto di Fred Myton, fu prodotto da Sigmund Neufeld per la Sigmund Neufeld Productions.

## Distribuzione
Il film fu distribuito con il titolo Miraculous Journey negli Stati Uniti dal 17 settembre 1948 (première a New York) al cinema dalla Film Classics.
Altre distribuzioni:
- in Finlandia il 14 settembre 1951 (Pakkolasku viidakkoon)
- in Portogallo l'8 aprile 1952 (Pântanos do Congo)
- in Grecia (Drapetai tis zouglas)
- in Brasile (Jornada Milagrosa)
- in Italia (S.O.S. jungla!)

## Promozione
La tagline è: "ADVENTURE IN A LAND OF STRANGE DANGER-".